# Une voix dans le désert
Une voix dans le désert (Una voce nel deserto) è una recita teatrale, con soprano solista e orchestra, scritta dal compositore inglese Edward Elgar nel 1915 come sua Op. 77. Le parole francesi sono del poeta belga Émile Cammaerts.

## Storia
Il lavoro fu prodotto per la prima volta a Londra allo Shaftesbury Theatre, il 29 gennaio 1916, con la recitazione dell'attore drammatico belga Carlo Liten, il soprano Olga Lynn e un'orchestra diretta dal compositore.
Le parole furono tradotte in inglese dalla moglie di Cammaerts, Tita Brand.
L'opera è stata pubblicata come riduzione per pianoforte (le parti vocali con accompagnamento di pianoforte) da Elkin & Co. nel 1916.

## Trama
La realtà era orribile. Nell'agosto 1914 il Belgio era stato invaso dall'esercito tedesco: le grandi città erano state distrutte, la carneficina su entrambi i lati era incalcolabile e il Re Alberto e il suo esercito furono portati sulle rive del fiume Yser nelle Fiandre occidentali.
The Pall Mall Gazette in una recensione di Une voix dans le désert descrisse la scena sul palcoscenico:

## Versi
| Traduzione inglese A Voice in the Desert A hundred yards from the trenches, Close to the battle-front, There stands a little house, Lonely and desolate. Not a man, not a bird, not a dog, not a cat, Only a flight of crows along the railway line, The sound of our boots on the muddy road And, along the Yser, the twinkling fires. A low thatched cottage With doors and shutters closed, The roof torn by a shell, Standing out of the floods alone... Not a cry, not a sound, not a life, not a mouse, Only the stillness of the great graveyards, Only the crosses – the crooked wooden crosses – On the wide lonely plain. A cottage showing grey Against a cold black sky, Blind and deaf in the breeze Of the dying day, And the sound of our footsteps slipping On the stones as we go by... Suddenly, on the silent air, Warm and clear, pure and sweet, As sunshine on the golden moss, Strong and tender, loud and clear, As a prayer, Through the roof a girl's voice rang, And the cottage sang! Soprano solo When the spring comes round again, Willows red and tassels grey When the spring comes round again, Our cows will greet the day, They'll sound their horn triumphant, White sap and greening spear Sound it so loud and long, Until the dead once more shall hear. We shall hear our anvils, Strong arm and naked breast And in our peaceful meadows, The scythe will never rest. Ev'ry church will ope its door, Antwerp, Ypres and Nieuport, The bells will then be ringing, The foe's death knell be ringing. The shall sound spade and shovel, Dixmude and Ramscapelle And gaily gleam the trowel, While through the air the pick is swinging. From the ports our boats will glide. Anchor up and mooring slipt The lark on high will be soaring Above our rivers wide. And then our graves will flower, Heart'sease and golden rod And then our graves will flower Beneath the peace of God. Not a breath, not a sound, not a soul, Only the crosses, the crooked wooden crosses... "Come, it is getting late 'Tis but a peasant girl With her father living there. . . . They will not go away, nothing will make them yield, They will die, they say, Sooner than leave their field." Not a breath, not a life, not a soul, Only a flight of crows along the railway line, The sound of our boots on the muddy road... And along the Yser the twinkling of the fires. | Francese Une voix dans le désert C'était sur le front, A cent pas des tranchées, Une petite maison Morne et désolée. Pas un homme, pas une poule, pas un chien, pas un chat, Rien qu'un vol de corbeaux le long du chemin de fer, Le bruit de nos bottes sur le pavé gras, Et la ligne des feux clignotant sur l'Yser. Une chaumine restée là, Porte fermée et volets clos, Un trou d'obus dans le toit, Plantée dans l'eau comme... un flot. Pas un cri, pas un bruit, pas une vie, pas un chat, Rien que le silence des grands cimetières Et le signe monotone des croix, des croix de bois, Par la plaine solitaire. Une chaumine toute grise Sur le ciel noir, Aveugle et sourde dans la brise Du soir, Et le bruit amorti de nos pas Glissant sur le pavé gras... Puis, tout à coup, Chaude, grave et douce, Comme le soleil sur la mousse, Tendre et fière, forte et claire, Comme une prière, Une voix de femme sortit du toit Et la maison chanta! Soprano solo Quand nos bourgeons se rouvriront, Saules rouges et gris chatons Quand nos bourgeons se rouvriront, Nos vaches meugleront. Elles sonneront du cor Coqs rouges et fumiers d'or Elles sonneront si fort, Qu'elles réveilleront les morts. Frapperont nos marteaux, Bras nus et torses chauds Et ronfleront nos scies, Autour de nos prairies. S'ouvriront nos églises, Nieuport, Ypres et Pervijze\|Pervyse, Et tonneront nos cloches Le dur tocsin des Boches. Tinteront nos truelles Dixmude et Ramscapelle Et reluiront nos pelles Et cogneront nos pioches. Glisseront nos bateaux, Goudron noir et mouette Chantera l'alouette Le long de nos canaux, Et fleuriront nos tombes Mésanges et pigeons bleus Et fleuriront nos tombes, Sous le soleil de Dieu. Plus un souffle, plus un bruit, plus un chat, Rien que la signe des croix de bois... "Venez donc, il est tard, ne nous arrêtons pas, Ce n'est qu'une paysanne restée là Avec son vieux. . . . . . . . père. Rien ne peut les convaincre, ils ne veulent pas partir, Ils disent qu'ils aiment mieux mourir Que de quitter leur terre." Plus un souffle, plus une vie, plus un chat, Rien qu'un vol de corbeaux le long du chemin de fer, Le bruit de nos bottes sur le pavé gras, ... Et la ligne des feux clignotant sur l'Yser. | Italiano Una voce nel deserto A cento metri dalle trincee, Vicino al fronte di battaglia, C'è una casetta, Sola e desolata. Non un uomo, non un uccello, non un cane, non un gatto, Solo un volo di corvi lungo la linea ferroviaria, Il rumore dei nostri stivali sulla strada fangosa E, lungo l'Yser, i fuochi scintillanti. Un cottage basso con il tetto di paglia Con porte e persiane chiuse, Il tetto squarciato da una granata, Che sta fuori dalle inondazioni da solo... Non un grido, non un suono, non una vita, non un topo, Solo la quiete dei grandi cimiteri, Solo le croci – le croci di legno storte – Nell'ampia pianura solitaria. Un cottage che mostra il grigio Contro un freddo cielo nero, Ciechi e sordi nella brezza Del giorno della morte, E il rumore dei nostri passi che scivolano Sulle pietre mentre passiamo... All'improvviso, nell'aria silenziosa, Caldo e limpido, puro e dolce, Come il sole sul muschio dorato, Forte e tenero, forte e chiaro, Come preghiera, Attraverso il tetto risuonò la voce di una ragazza, E il cottage cantò! Soprano solista Quando tornerà la primavera, Salice rosso e nappe grigio Quando la primavera tornerà di nuovo, Le nostre mucche saluteranno la giornata Suoneranno trionfanti il loro corno, Linfa bianca e lancia verde Suona così forte e lungo, Finché i morti non ascolteranno ancora una volta. Sentiremo le nostre incudini, Braccio forte e seno nudo E nei nostri pacifici prati, La falce non riposerà mai. Ogni chiesa aprirà la sua porta, Anversa, Ypres e Nieuport, Allora suoneranno le campane, La campana a morto del nemico sta suonando. Suoneranno vanga e pala, Dixmude e Ramscapelle E brilla allegramente la cazzuola, Mentre in aria il plettro oscilla. Dai porti scivoleranno le nostre barche. Salperanno ancora e ormeggio L'allodola in alto salirà Larga sopra i nostri fiumi. E poi le nostre tombe fioriranno Cinciallegre e piccioni blu E poi le nostre tombe fioriranno Sotto la pace di Dio. Non un respiro, non un suono, non un'anima, Solo le croci, le croci di legno storte... "Vieni, si sta facendo tardi 'Non è che una contadina Con suo padre che vive lì. . . . Non se ne andranno, niente li farà cedere, Moriranno, dicono, Prima di lasciare il loro campo." Non un respiro, non una vita, non un'anima, Solo un volo di corvi lungo la linea ferroviaria, Il rumore dei nostri stivali sulla strada fangosa... E lungo l'Yser lo scintillio dei fuochi. |

## Incisioni
- Rarely Heard Elgar & Forgotten War Music, Munich Symphony Orchestra, Douglas Bostock conducting, on ClassicO label.
- Elgar: War Music Richard Pascoe (narrator), Teresa Cahill (soprano), Barry Collett (conductor), Rutland Sinfonia
- Il CD con il libro Oh, My Horses! Elgar and the Great War[5] ha molte registrazioni storiche tra cui Une voix dans le désert con Quand nos bourgeons se rouvriront, registrazione del 1985 con Alvar Lidell (narratore), Valerie Hill (soprano) e la Kensington Symphony Orchestra diretta da Leslie Head
- Elgar – Bax – For the Fallen, 2016 (CD HLL7544) recording live 7 April 2016 orchestra and choir The Hallé, cond. Mark Elder, recording including "The Spirit of England", Op. 80 (The Hallé, Elder Mark, soprano Rachel Nicholls), "Grania and Diarmid", Op. 42 (mezzo-soprano Shaw Madeleine) and Arnold Bax In Memoriam (only for orchestra) always 2016